# Rajpath

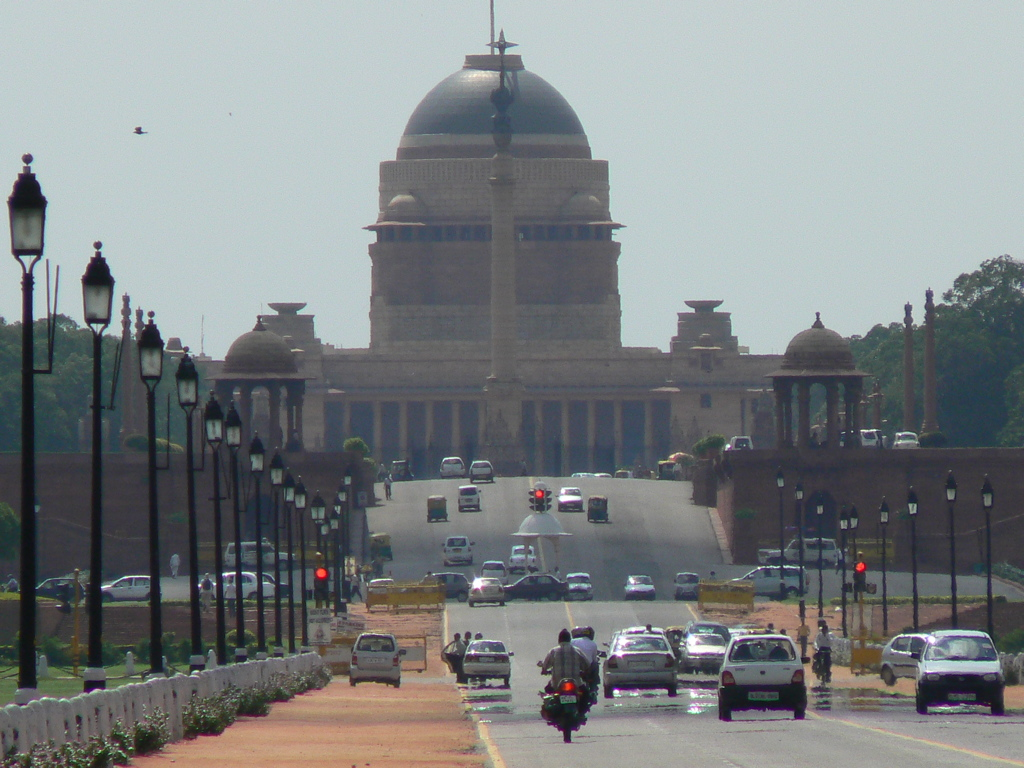
Rajpath

Rajpath (em hindi: राजपथ, "Caminho do Rei") é um dos mais importantes boulevards da Índia, localizado em Deli. A avenida se estende do Rashtrapati Bhavan, o palácio presidencial, até o Dhyan Chand National Stadium. A maioria dos prédios ao redor de Rajpth foram projetados por Edwin Lutyens e Hebert Baker.
Nos projetos de Edwin Lutyens, Rajpath era a peça central, pois Lutyens desejava uma vista panorâmica de toda a cidade.

## Locais de interesse
- Rashtrapati Bhavan, a residência oficial do Presidente;
- Os Prédios do Secretariado, a sede dos ministérios;
- Vijay Chowk ou Victory Square, um conhecido logradouro de Deli;
- Portão da Índia;